# Dywizjon 303 (książka)
Dywizjon 303 – książka Arkadego Fiedlera poświęcona pierwszemu okresowi działań bojowych myśliwskiego Dywizjonu 303. Napisana w 1940, pierwsze wydanie miała w 1942. Powstawała w ostatnich tygodniach bitwy o Anglię oraz przez kilka tygodni później.
Ukazało się 30 polskich wydań, w tym cztery podczas wojny w podziemnej Polsce – z czego trzy wydano w okupowanej przez III Rzeszę Warszawie przez Tajne Wojskowe Zakłady Wydawnicze w 1943, a jedno w Kielcach nakładem „Szlaku Chrobrego” w 1944. Poza tym jeszcze w czasie wojny ukazały się jej tłumaczenia w językach: angielskim (sześć wydań), francuskim (dwa wydania), portugalskim, holenderskim, a w 2010 – po niemiecku.
Sam autor tak ją scharakteryzował: „Spośród wszystkich moich książek „Dywizjon 303” jest chyba utworem pisanym najbardziej na gorąco, pod bezpośrednim wrażeniem rozgrywających się w 1940 wypadków (...)”.

## Rozdziały
| - Bitwa o Brytanię w 1940 roku - Myśliwiec - Pierwsza walka - Koleżeńskość - A gdy kul zabrakło - Raz na wozie, raz pod podwoziem - Tłusta przekąska: Dorniery - Ból - Uśmiech poprzez krew - Chmura | - Najliczniejsze zwycięstwo - Wróg tańczy taniec śmierci - Sierżant Frantisek – dzielny Czech - Szare korzenie bujnych kwiatów - Lotnik bez lęku i bez skazy - Mit Messerschmitta 110 - Podstępy - Losy się ważą - Losy się rozstrzygnęły - „Zaczynamy poznawać Polaków” |

## Bohaterowie
| - Ronald Kellett (brytyjski dowódca dywizjonu RAF) (major) - Eugeniusz Szaposznikow (sierżant) - Stefan Karubin (sierżant) - Kazimierz Wünsche (sierżant) - Ludwik Paszkiewicz (porucznik) - Stefan Wójtowicz (sierżant) - Jan Zumbach (podporucznik) - Zdzisław Hennenberg (dowódca drugiego klucza) (porucznik) - Mirosław Ferić (porucznik) - Witold Żyborski (adiutant dywizjonu) - Zdzisław Krasnodębski (major) - Witold Urbanowicz (kapitan) | - Arsen Cebrzyński (porucznik) - Michał Brzezowski (sierżant) - Witold „Tolo” Łokuciewski (podporucznik) - Wacław Wiórkiewicz (porucznik inżynier) - Jarosław Giejsztoft (kapitan) - Andruszek (sierżant) - Kazimierz Daszewski (podporucznik) („Długi Joe”) - Marian Pisarek (porucznik) - Wojciech Januszewicz (kapitan) - Athol Forbes (kapitan) - Zygmunt Wodecki (doktor adiutant) - Josef František (Czech) (sierżant) |